# Agemochi

El agemochi (揚げ餅?) es un popular aperitivo japonés hecho de mochi (pastel de arroz glutinoso) frito. El mochi seco se corta en trozos pequeños, de 1 cm aproximadamente, y se fríe. Entonces los trozos se hinchan. Suelen tomarse ligeramente salados, pero hay también variantes condimentadas, como el shichimi agemochi. El agemochi puede encontrarse en todo Japón y también se frecuente elaborarlo en casa.
- Datos: Q3509587